# Goa trance
A goatrance egy elektronikus zenei stílus. 
Ebből fejlődött ki a psytrance.

## Története
A goatrance kialakulása az 1990-es évekre tehetőek, ám a kultúrális gyökerek az 1960-as évek végére nyúlnak vissza. Ekkoriban a „hippikorszak” gyermekei a Woodstocki fesztivál után azt a gondolatot próbálták továbbépíteni, hogy a természettel harmóniában élve folytassák azt a megkezdett életformát, melyet Woodstock elindított („Make Love, not War!”). Goa, India egy tengerparti állama lett a kalandvágyók és rocksztárok egyik fő célpontja, ahol keresték azt a szabadságot, melyet Woodstock adott. Az 1980-as évekig szépen virágzó kommunák alakultak ki Goán, melyek a saját szabályaik szerint, és a nyugati életmódtól teljesen eltérően éltek. Sokan azonban nem bírták ezt a fajta életstílust, és így csak kevesen maradtak ott. Azonban az 1990-es évek elején beköszöntött Goán is az elektronikus forradalom (acid), melyet az ott lakók azonnal a magukévá tettek, és továbbfejlesztettek saját szájuk íze szerint. A korszak nagy együtteseit (Yello, Talking Heads) egy San Franciscóban élő guru, Goa Gil szerettette meg az ottlakókkal, és ezekhez hozzátéve a népi, indiai folklorisztikus hatásokat, az akkoriban hódító detroit technót, industrialt, New beat, EBM, new wave-et, és az 1970-es évek pszichedelikus hangzásait létrehozták a goatrance-et, melynek előfutárai a Killing Joke és a Front 242 voltak.

### A goatrance kezdetei és fejlődése
A Goa-félsziget Indiában, Bombaytól 600 kilométerre, délre található. Goa, az indiai állam a hatvanas évek elejéig portugál gyarmat volt. Emiatt a helyi vallásra főként a kereszténység volt jellemző, ami igen különbözött a környező vidékek lakóinak hitvilágától, ami természetesen kulturális eltéréseket is szült. Meleg klímájának és közeli érintetlen tengerpartjainak köszönhetően a félszigeten található területek verhetetlen vételi ajánlatot jelentettek a nyugatról letelepedni szándékozóknak. Goa hamarosan egy igen népszerű nemzetközi találkozóhellyé vált, melyre a világ minden tájáról érkeztek az undergroundért, misztikumokért és spirituális feltöltődésért rajongók, de drogdealerek és sok más otthonukban sokszor számkivetettnek tartott emberek is, így létrehozva a félszigetre mai napig jellemző sajátos szín- és kulturális kavalkádot. A barátságos helybelieknek köszönhetően a hely maga volt a paradicsom a hideg európai és észak-amerikai télből érkezőknek. Ezekben az időkben (a hatvanas évek vége felé), nem sokkal mielőtt a nyugati zenei stílusok kezdtek volna irányadóvá válni a hely sok parti őrült csodabogarat vonzott. A stílusok kavalkádjából először a pszichedelikus rockzene majd később a dub-os alapú reggae vált kiemelkedővé. Az emberek után a tengerentúlról hamarosan megérkeztek a partikhoz elengedhetetlenül szükséges tartozékok a generátorok és egyéb hangrendszerek is. A hely sajátosságainak megfelelően a partik a természet csodás tájain, tengerpartokon, pálma – és esőerdőkben kerültek megrendezésre. Ezeknek a rendezvényeknek a fontos majd hamarosan elengedhetetlen kellékeivé váltak a főleg indiai mitológiai de egyéb motívumokat is ábrázoló és önmagába olvasztó fluoreszkáló díszítések. A 87/88-as szezon igen érdekes fordulatot hozott. Az Acid House ebben az évben indult világhódító körútjára. Egy Laurent nevű francia DJ-nek az a ragyogó ötlete támadt, hogy ezeket az elektronikus hangokat partikon szólaltassa meg. Az eleinte igen hűvös fogadtatásban részesült zenei stílus volt a manapság pszichedelikus trance-nek nevezett irányvonal elődje. A mai stílus kialakulásához vezető következő nagy lépést egy kaliforniai DJ, a mai napig is meghatározó személyiség Goa Gil tette meg. Ötlete alapján kapcsolódott össze a zene és a „szellemiség”. Elképzelése: újrafogalmazni az ősi törzsi rituálékat a 21. század igényei szerint és a zene és tánc segítségével közösen eljutni egy újabb magasabb spirituális szintre. A kezdetekben igencsak körülményes és nehéz volt a megfelelő zenékhez hozzájutni, így a DJ-k a kazetták B-oldalát és az új hullám hangszereit keverték össze, valamint elektro zenék újraszerkesztett és az új hangzásban hangszerelt változatait mixelték, kezdetben állítható hangmagasságú Sony walkmanokon. Amint az idő Goán elviselhetetlenül forróvá vált a nyugati ember számára, április elejétől a késő augusztusi esős időszak bekövetkeztéig az utazók hazatértek otthonukba vagy tovább álltak más égtájak felé, magukkal vitték a zenéiket, gondolataikat és szellemiségüket. Ennek az őrült hibrid zenének a fanatikusai számtalan ötlettel és erős elhatározással felvértezve indultak útjukra, hogy egyre több és több emberrel ismertessék, meg a stílus nyújtotta új kulturális értékeket.

## A goatrance jellemzői, leírása
A goatrance, mint szó inkább szinonimaként használatos, mivel manapság a psychedelic trance-et használják a stílus megnevezéseként. Egy háromjegyű számot is szoktak azonosítójaként használni: 604 – G = 6, O = 0, A = 4. A psytrance/goatrance az 1990-es években lett önálló stílusnévként „regisztrálva”.

### A goatrance jellemző jegyei
- A zenék ritmusa alapvetően 4/4
- Szélsőséges ütemhatárok között mozog: 135-200 BPM (lehetnek ennél lassabb, vagy gyorsabb zenék is)
- A zenék furcsa, pszichedelikus hangokból, „agycsavaró” és „utaztató” témákból, rengeteg ritmikai elemből és effektekből épülnek fel.
- Az alapok leginkább kemény hangzású felező, vagy „guruló” basszusvonalra, 4/4-es ütős lábdobokra épülnek.
- A régebbi goatranceben domináns szerepet játszottak a nem európai skálákon írt keletiesebb dallamok, manapság a goa/psy zenékben inkább az egyszerűbb, de jobban megragadó és különleges hangzású témákra építenek.

### A goatrance és a psytrance altípusai
A goatrance és a psytrance fokozatosan egyre nagyobb átalakuláson ment keresztül, és rengeteg alfaja fejlődött ki:
- fullon psychedelic trance – a legelterjedtebb irányzat, dallamos ugyanakkor eltűntek a goára jellemző népi motívumok (ide tartozóak például: Astral Projection, GMS, Space Tribe, Talamasca, Protoculture, Electro Sun, Astrix, Alien Project, Domestic, Xerox vs. Illumination, Delirious, Shanti, Intelabeam, Visual Paradox, Melicia, Safi Connection, Mekkanika, Star X, Sesto Sento, Altöm, Deedrah, Orion, Sub6, Silicon Sound, Absolum, Bizarre Contact, Sirius Isness, Space Cat, Psycraft, Eskimo, Dynamic)
- progressive psytrance – ez leginkább a skandináv és német előadók munkásságát dicséri, akik a goatrance hangjait ötvözték a progressive house sebességével, és effektjeivel (például: Atmos, Son Kite, Liquid Soul, Ticon, Vibrasphere, Necton, Logic Bomb, Neelix, Sonus, Frogacult, Tetraktys, BLT, Turbopauza, S<Range, Sonic Cube, Genetic Spin, Bitmonx, Matenda, Antix, Human Blue)
- dark psychedelic trance – Erőteljesebb basszusokkal és sötétebb, úgymond "túlvilági" hangokkal rendelkező műfaj. (például: Parasense, Droidsect, Paste, The Nommos, Koxbox, Quantum State, D.O.C, Kasatka, Penta, Neuromotor, Digital Talk, Fungus Funk, Quadra, Psychotic Micro, Paranormal Attack, Blisargon Demogorgon, Audiosex)
- Hi-tech - Nagyon sok magas hanggal rendelkező zenei világ, jellemző rá a hirtelen változás/akasztás. (Pl. Technical Hitch,Psykovsky, Kindzadza, Cosmo, Crazy Astronaut, Parandroid, Mergel)
- Psycore - Viszonylag friss műfaj a goán belül. Sokszor kiszámíthatalan, tömény és "gonosz" basszusok jellemzőek rá. Hangzása olyan mintha a dark psychedelic trance-t 160-180 bpm közötti világát felgyorsitanák 200-300 bpm-ig. (Pl. Calyptratus, Asamori, Tegmentum, Yaminahua)
- Killerpsy - A legújabb alfaj a psycore műfaján belül, ennél a zenénél nem lehet mire számitani, hisz nagyon sok hangot tartalmaz, nagyon sok váltást, illetve bármilyen más akár nem elektronikus zenék hangjait is belerakhatják. Darkpsy+Hitech+Psycore~Killerpsy  (Pl. Calyptratus, Opus summum, Tegmentum, Nekros, Varázsló)
- Forest - A természetet utánzó, lassabb hi-tech-hez hasonló basszusokkal rendelkező alfaj. (Pl. Fobi, Praheya, Asamori, Nibana)
- psychedelic techno – a techno zene és a psytrance (leginkább a progresszív psytrance) jegyeit vegyíti (például: Fuzzion, Midi Miliz, Mantik)
- south african psytrance – a dél-afrikai (de nem csak ott készített) stílusú psytrance zenék a dark és a fullon psytrance elemeit ötvözik, így az sa trance képviselői gyakran készítenek zenéket közösen más dark vagy fullon producerekkel (például: Abomination, Artifakt, DMMT, Frozen Ghost, Rinkadink, Shift, Slug, S.W.O.R.N., Zigganaut, Pitch Hikers)
- suomisaundi – vagy Spugedelic Trance, a finn erdei partyk zenéje, furcsa nem megszokott dallamokkal és váltásokkal operál, és kevésbé tűnik szintetikusnak, mint a többi, jobban elterjedt pszichedelikus zene. Léteznek ebben a stílusban olyan zenészek, akik sokat merítenek a killerpsyból, vagy akik ezt a stílust kombinálják ambienttel. (például: Texas Faggott, Eraser vs Yöjalka, Wizack Twizack, Mandalavandalz, Lightaman Jr., Flying Scorpions, Audiosex)
- nitzhonot – a psytrance és az uplifting trance elemeit vegyíti, kifejezetten dallamos, és a többi psytrance műfajhoz képest egyszerűbb (és ezért gyakran kritizált) zene, mely a 90-es évek közepe felé jelent meg, és már nem sűrűn készítenek ilyen stílusú zenéket. Izraelben és Görögországban ért el nagyobb sikereket. (például: Eyal Barkan, Astrix (korai munkák), Yahel, Goldenfinger, X-Men, Cyan, Holy Men)
- classic goatrance – a goatrance eredeti, és immáron klasszikussá vált ága, mely megmaradt a régi jól bevált indiai dallamoknál (például: Man With No Name, Etnica, Hallucinogen, Chi-AD, Power Source, MFG, Deviant Electronics, Astral Projection, Juno Reactor, The Infinity Project)
- newschool(neo) goatrance – a klasszikus goatrance-hez visszanyúló ismét dallamos motívumokra épülő ág, de ötvözi azt a modern produkciós technikákkal. (például: Goasia, Pandemonium/Amithaba Buddha, Radical Distortion, Filteria, Liquid Flow, Ra )

Ezek mellett a chillesebb hangzású pszichedelikus zenék is teret nyertek, melyeket psychedelic ambientként szoktak emlegetni (Magyarországon a TRibal Earth az egyik legismertebb a stílusban, de külföldi viszonylatban Banco de Gaia a legelterjedtebb, illetve Hallucinogen munkái közül is rengeteg ebbe a stílusba sorolható).

## Goapartik – tánc és rituálé
A goakultúra legerősebb alapját mindig a partik, elsősorban a szabadtéri partik jelentették és jelentik ma is, melyek rendszerint valamilyen különleges helyszínen kerülnek megrendezésre.(pl: tengerpart, őserdő, régi kastély, hajó, sivatag, egy erdő közepe stb.) Nevéből adódóan elsősorban az indiai Goa államban tartanak ilyen rendezvényeket, ahol a helyi rendőrség némi baksisért cserébe szemet húny afelett, hogy a résztvevők szabadon tömjék meg chillum pipájukat charassal (kézzel készült hasis), mely dohánnyal keverve önmagában is pszichedelikus élményt nyújt használóinak. Ehhez járul hozzá a zene, illetve a dekoráció, mely (ha nem a természetben vannak) természetutánzó, vagy a fantasy világból merítő UV aktív, vagy fluoreszkáló képek, szobrok, vetítések, térelválasztó nádfonatok rendszerint.
Az újév megünneplése rendszerint a goa kultúra egyik csúcspontját jelenti, ekkor több ezren is összegyűlnek szerte Indiából. A tömeghez rendszerint sok utazó és jógi is csatlakozik, és a koldusokat sem űzik el.

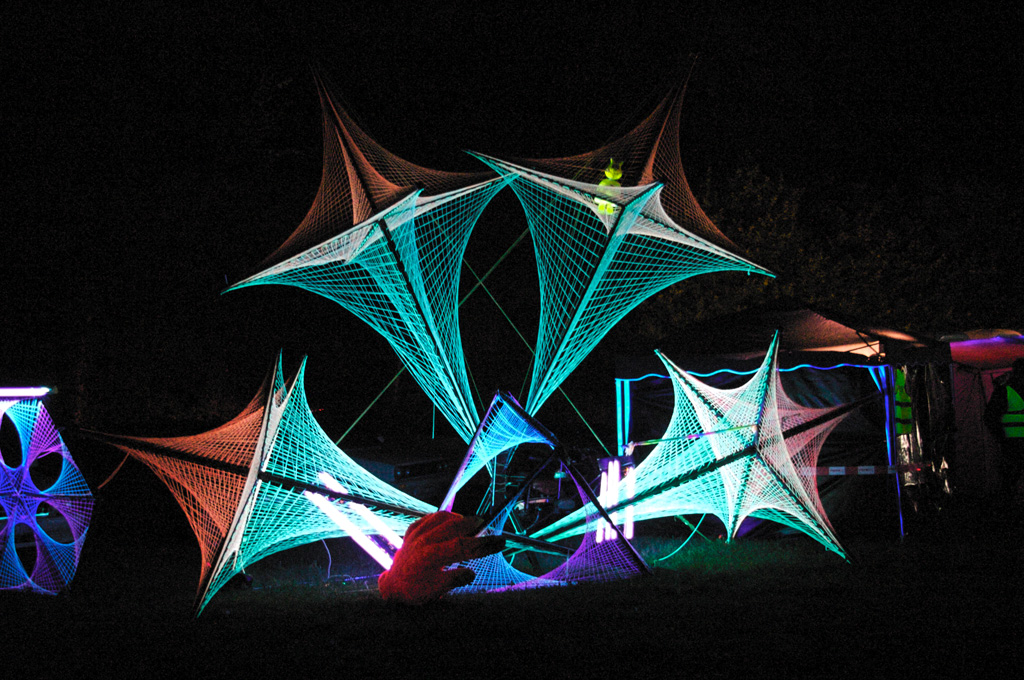
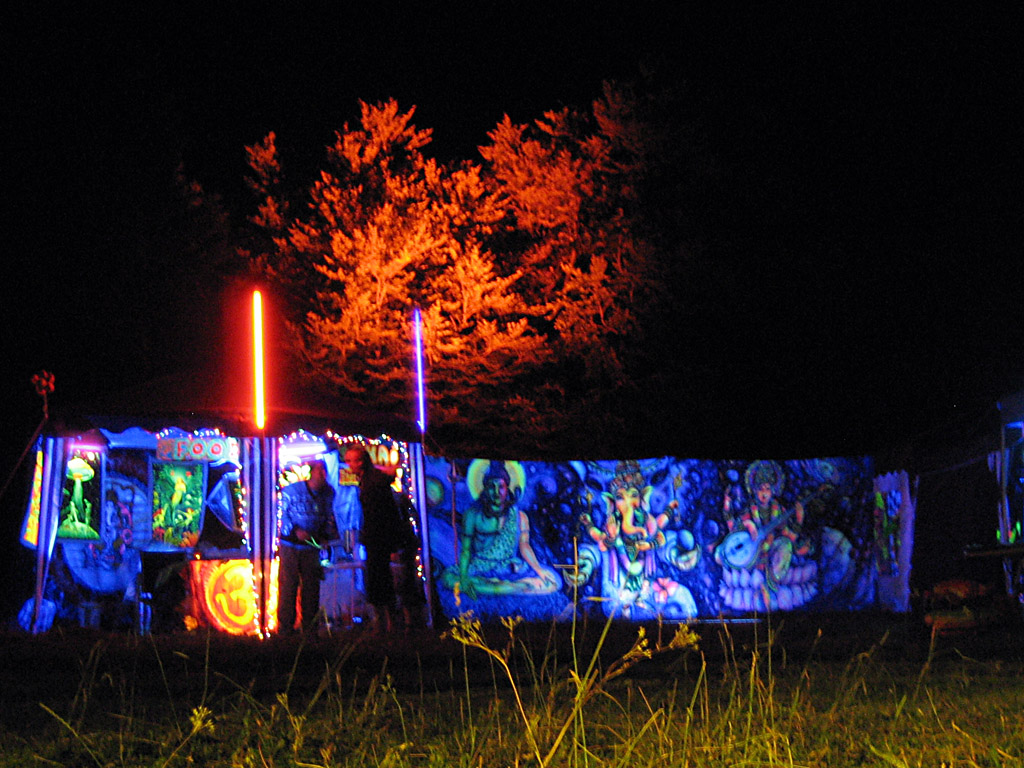
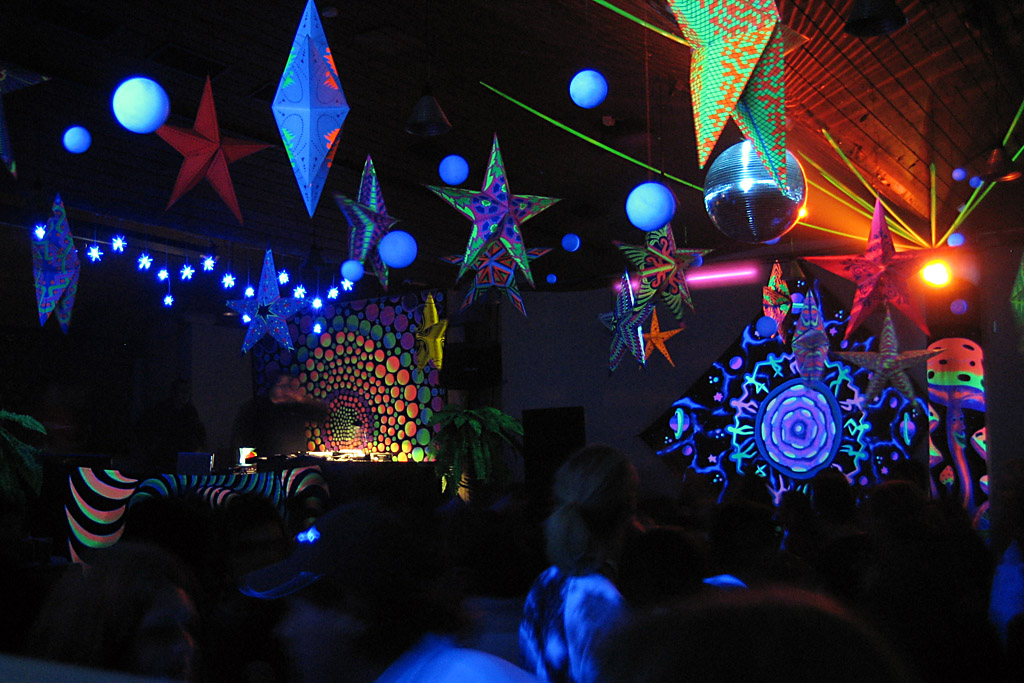
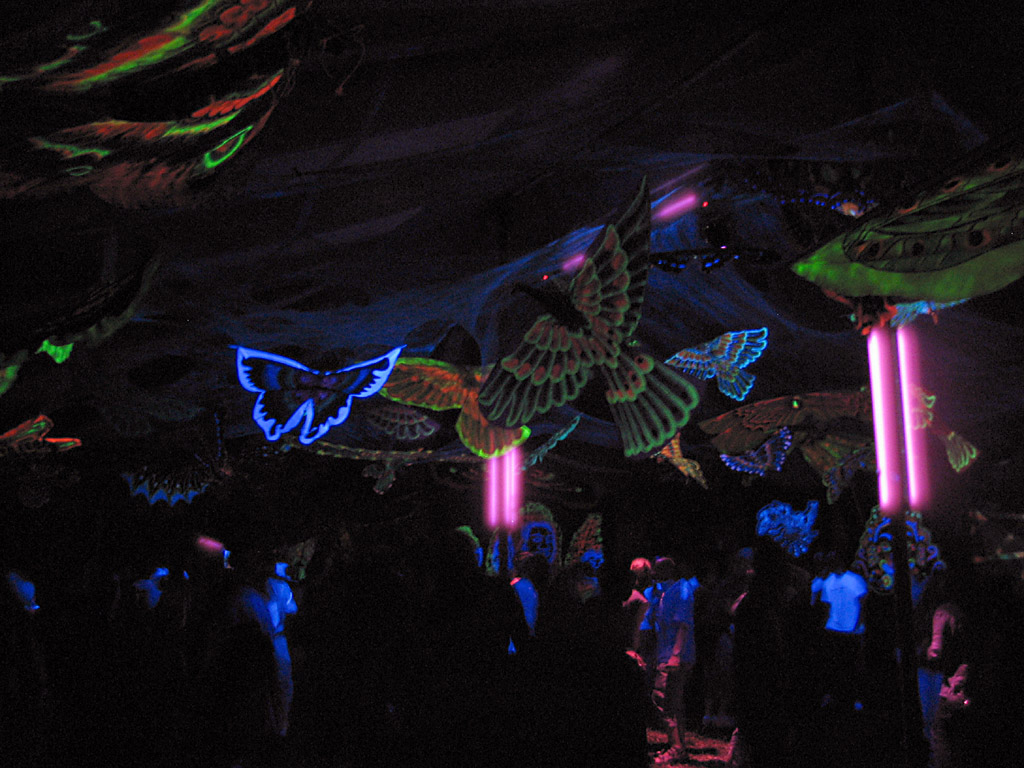

## A goatrance helyzete ma
A goatrance a mai napig is megmaradt underground zenei kultúrának mindenhol a világon, melynek egyik legfőbb oka a zenék és a partik terjesztésének módja, mely főleg szájhagyomány, szórólapok, és az internet révén terjed, a mainstream média ugyanis nem foglalkozik a stílussal. Egyetlen kivétel talán Izrael, ahol országos népszerűségnek örvend. Ma is virágzanak a „meg nem hirdetett” partik, ahol 50-200 ember bulizik háborítatlanul valahol a természetben. Goa partvidékén szokás az, hogy a dzsungel közepén hangos dobolás jelzi, merre van a parti és az emberek órákig bolyonganak, mire odatalálnak.
A kiadók és a labelek is kerülik a hagyományos marketingeszközöket a zenék terjesztésében. A terjesztés fő platformja mára egyértelműen az internet lett, bárki ott értesülhet az újdonságokról, és készülő zenei anyagokról. A labelek szoktak promóciós körutakat is tenni.